# Danh sách tập phim Amphibia
Đây là danh sách các tập phim của bộ phim hoạt hình Amphibia của Disney Channel. Phim có 3 mùa, mùa 1 công chiếu từ ngày 17/6/2019 đến ngày 16/7/2019, mùa 2 công chiếu từ ngày 11/7/2020 đến ngày 22/5/2021 và mùa 3 công chiếu từ ngày 1/10/2021 đến ngày 14/5/2022. Ngoài series chính, phim còn có các series phim ngắn là Teen Girl in a Frog World, Wild Amphibia, Chibi Tiny Tales và Vlogs from the Bog.

## Số tập phim

### Series chính
| Mùa | Mùa | Phân đoạn | Số tập | Số tập | Phát sóng gốc       | Phát sóng gốc       |
| Mùa | Mùa | Phân đoạn | Số tập | Số tập | Phát sóng lần đầu   | Phát sóng lần cuối  |
| --- | --- | --------- | ------ | ------ | ------------------- | ------------------- |
|     | 1   | 39        | 20     | 20     | 17 tháng 6 năm 2019 | 18 tháng 7 năm 2019 |
|     | 2   | 36        | 20     | 20     | 11 tháng 7 năm 2020 | 22 tháng 5 năm 2021 |
|     | 3   | 31        | 18     | 18     | 2 tháng 10 năm 2021 | 14 tháng 5 năm 2022 |

### Các tập phim ngoại truyện
| Series | Series                      | Tập | Công chiếu           | Công chiếu          |
| Series | Series                      | Tập | Phát sóng lần đầu    | Phát sóng lần cuối  |
| ------ | --------------------------- | --- | -------------------- | ------------------- |
|        | "Teen Girl in a Frog World" | 5   | 3 tháng 9 năm 2019   | 1 tháng 10 năm 2019 |
|        | "Wild Amphibia"             | 4   | 13 tháng 11 năm 2019 | 4 tháng 12 năm 2019 |
|        | "Chibi Tiny Tales"          | 10  | 7 tháng 6 năm 2020   | 14 tháng 1 năm 2023 |
|        | "Vlogs from the Bog"        | 6   | 1 tháng 9 năm 2021   | 6 tháng 10 năm 2021 |

## Các tập phim

### Mùa 1 (2019)
| TT. tổng thể | TT. trong mùa phim | Tiêu đề                                    | Ngày phát hành gốc  | Mã sản xuất | Người xem tại Mỹ (triệu) |
| --- | ------------------ | ------------------------------------------ | ------------------- | ----------- | ------------------------ |
| 1 | 1                  | "Anne or Beast?""Best Fronds"              | 17 tháng 6 năm 2019 | 103         | 0.39                     |
| Chú ếch Sprig Plantar, để chứng minh với gia đình rằng mình không vô trách nhiệm, đã vào rừng để bắt con quái vật mà dân làng đang nói đến. Để Anne nguôi bớt nỗi nhớ nhà, Sprig đã dẫn Anne ra hồ nước ở gần đó. Tuy nhiên, ở hồ nước lại có một mối nguy hiểm mà họ không ngờ đến. |                    |                                            |                     |             |                          |
| 2 | 2                  | "Cane Crazy""Flood, Sweat and Tears"       | 18 tháng 6 năm 2019 | 101         | 0.46                     |
| Anne đã vô tình làm gãy cây gậy chống gia truyền của ông Sprig là Hop Pop, và cô đã cùng với Sprig và em gái cậu là Polly cố gắng sửa lại cây gậy. Tầng hầm nhà Plantar, nơi Anne ngủ đã bị ngập nên Anne đã phải lên phòng Sprig. Tuy lúc đầu cả hai rất vui vẻ, nhưng sau đó thì hai người đã bắt đầu có mâu thuẫn do thói quen sinh hoạt khác nhau của cả hai. |                    |                                            |                     |             |                          |
| 3 | 3                  | "Hop Luck""Stakeout"                       | 19 tháng 6 năm 2019 | 102         | 0.37                     |
| Cuộc thi nấu ăn của thị trấn Wartwood diễn ra hằng năm đã đến. Để giúp nhà Plantar không bị đứng cuối một lần nữa, Anne đã giúp họ làm bánh pizza cho cuộc thi. Căng thẳng giữa Anne và Hop Pop đã tăng cao, nên Sprig đã cho hai người đi gác vườn ngô trong đêm để giúp giảm bớt căng thẳng. |                    |                                            |                     |             |                          |
| 4 | 4                  | "The Domino Effect""Taking Charge"         | 20 tháng 6 năm 2019 | 107         | 0.41                     |
| Anne đã cùng Sprig lén Hop Pop đem về một sinh vật giống con mèo Domino ở nhà cô, nhưng cả cô và Sprig đều không biết sinh vật đó kinh khủng đến mức nào. Anne đã giới thiệu cho nhà Plantar một bộ phim tên "Hòn đảo đáng ngờ". Bộ phim đã khiến Sprig và Polly hứng thú, trong khi Hop Pop lại rất ghét nó. Khi mọi người đi ngủ, có một kẻ nào đó đã lén xem hết các tập phim. Sáng hôm sau, Anne và mọi người phải tìm cách sạc chiếc điện thoại, đồng thời bọn họ cũng xích mích với nhau trên đường đi. |                    |                                            |                     |             |                          |
| 5 | 5                  | "Anne Theft Auto""Breakout Star"           | 24 tháng 6 năm 2019 | 104         | 0.39                     |
| Khi tập lái Bessie, chú ốc sên của gia đình Plantar, Anne và Sprig đã lái nó để đi chơi khắp nơi. Sau đó, Bessie đột ngột đứng lại, và Anne đã phải đọc cuốn sách hướng dẫn để tiếp tục lái Bessie. Anne bị nổi mụn cóc, nhưng những mụn cóc này giúp Anne được người dân trong vùng kính trọng. |                    |                                            |                     |             |                          |
| 6 | 6                  | "Sprig vs. Hop Pop""Girl Time"             | 25 tháng 6 năm 2019 | 105         | 0.39                     |
| Sprig thách thức Hop Pop để giành quyền kiểm soát trang trại nhà Plantar do cậu phản đối những chính sách bảo thủ của ông cậu. Anne thấy Polly cư xử hơi giống con trai, nên quyết định cho cô ấy sinh hoạt giống con gái. Mặc dù đã nỗ lực, Polly không thích những việc như vậy và Anne vô tình xúc phạm cô ấy. Vì Anne trả tiền cho các dịch vụ của cô và Polly bằng phiếu ghi nợ của Hop Pop, nên cô và nhà Plantar đã bị bắt. Polly quyết định tham gia cuộc thi khạc nhổ để giành chiếc cúp để trả nợ, nhưng cô cảm thấy hổ thẹn. Được Anne xin lỗi và động viên, Polly phá vỡ kỷ lục, giành được chiếc cúp mà người dân thành phố sau đó phá đi để trả nợ. |                    |                                            |                     |             |                          |
| 7 | 7                  | "Dating Season""Anne vs. Wild"             | 26 tháng 6 năm 2019 | 6           | 0.39                     |
| Anne và Sprig gặp Ivy Sundew, bạn thời thơ ấu của Sprig. Nghĩ rằng Sprig thích Ivy, Anne, Hop Pop, và mẹ của Ivy Felicia định cho hai đứa gặp nhau ở một buổi dạ tiệc và họ bắt cả hai nhảy cùng nhau. Vì không thích hẹn hò, nên cả hai rời buổi tiệc và ngắm đom đóm cùng nhau. Anne và những người còn lại đuổi theo hai người nhưng bị bắt bởi hai con chim bồ câu khổng lồ. Sprig và Ivy cùng nhau giải cứu mọi người, và trong quá trình đó, Sprig nhận ra mình thích Ivy. Anne muốn dành thời gian với nhà Plantar và quyết định đi cắm trại cùng họ, mặc dù cô không thích việc đó. Anne nói rằng cô ấy thích cắm trại kiểu khắc nghiệt và một người tên là Soggy Joe dẫn họ đến một khu vực nguy hiểm của khu rừng. Họ bị tấn công bởi một nhóm người bùn, nhưng Anne dùng một quả bom tắm để ngăn chặn họ; lộ rằng chúng chỉ là những con ếch ăn thịt đồng loại nhỏ bé. Anne thẳng thắn thừa nhận rằng mặc dù ghét cắm trại nhưng cô muốn cảm thấy được hòa nhập. Sau đó, cô cho nhà Plantar xem chiếc hộp nhạc đã đưa cô đến đó. Sau khi phủ nhận mọi kiến thức về nó, Hop Pop bí mật tìm hiểu và biết rằng đó là chiếc "Hộp Tai họa". |                    |                                            |                     |             |                          |
| 8 | 8                  | "Contagi-Anne""Family Shrub"               | 27 tháng 6 năm 2019 | 108         | 0.41                     |
| Để không phải làm việc dưới trời mưa, Anne giả bị ốm. Nhưng điều này lại khiến nhà Plantar bị ốm, nên Anne phải giúp họ. Không lâu sau đó, nhà Plantar mắc bệnh "chân đỏ" có thể gây tử vong. Cảm thấy tội lỗi, Anne đưa nhà Plantar đến một ngọn núi để dùng nước chữa lành họ. Khi không phát huy tác dụng, Anne thừa nhận cô đã nói dối về việc cô bị ốm, và nhà Plantar sau đó tha cho cô. Khi họ vẫn còn sống, Hop Pop phát hiện rằng màu đỏ của ếch cũng có thể đến từ một loại nấm đặc biệt mà Anne cho họ ăn trước đó Khi tạo gia phả cho nhà Plantar, Anne cảm thấy rằng lịch sử của nhà Plantar không có gì nổi bật. Vì nhà đã hết keo dán nên Hop Pop đi đến cửa hàng để mua thêm. Trong lúc đó, Anne, Sprig, và Polly phát hiện một lối đi bí ẩn dẫn tới hàng loạt căn phòng dưới ngôi nhà. Những căn phòng này cho thấy tổ tiên nhà Plantar đều là những người có vai trò lớn: họ là nhà khoa học, một chiến binh, và người tìm kho báu. Cả ba người sau đó phải giải đố và né các bẫy để quay trở về nhà. Đúng lúc đó, Hop Pop, bị dính với Loggle, trở về và phát hiện lối đi bí ẩn đó. Họ xông vào bên trong, và bọn trẻ thì theo sau |                    |                                            |                     |             |                          |
| 9 | 9                  | "Lily Pad Thai""Plantar's Last Stand"      | 1 tháng 7 năm 2019  | 109         | 0.39                     |
| Trong lúc ở nhà hàng Stumpy, Anne nghe thấy nhà phê bình ẩm thực Albus Duckweed phàn nàn về chất lượng đồ ăn. Anne, với kinh nghiệm làm trong nhà hàng, muốn giúp Stumpy thay đổi diện mạo và thực đơn của quán. Chọn chủ đề ẩm thực Thái, nhà hàng đạt được thành công rực rỡ, nhưng Duckweed vẫn không thấy ấn tượng và muốn cái gì đó đặc biệt. Họ quyết định nấu một con Kraken, nhưng nó bắt đầu sống lại và tấn công các thực khách khác. Stumpy và Anne khống chế nó và nhận được lời khen từ Duckweed Nhà Plantar nhận ra rằng Toadstool sẽ nâng tiền thuê sạp của họ và họ sẽ không thể tiếp tục bán hàng ở đó. Anne nghĩ ra ý tưởng bán một loại nước hoa quả với nhiều công dụng chữa lành sức khỏe. Sau một hồi đắn đo, Hop Pop thử cách bán hàng đó và họ nhận được thêm tiền để giữ lại sạp. Tuy nhiên về sau, Hop Pop sử dụng rác để làm thêm loại nước hoa quả này, dẫn đến việc thu hút ruồi khổng lồ. Sau khi đuổi chúng đi, Hop Pop công khai sự thật và hoàn tiền cho những người mua. Croaker, mặc dù giận vì bị lừa dối, nhưng bà cảm kích sự chân thành của Hop Pop, và nhà Plantar mất gian hàng của họ |                    |                                            |                     |             |                          |
| 10 | 10                 | "Toad Tax""Prison Break"                   | 2 tháng 7 năm 2019  | 110         | 0.50                     |
| Anne cảm thấy thất vọng vì cư dân ở thị trấn Wartwood không tôn trọng cô. Khi cô gặp bộ binh từ tòa Tháp Cóc, Anne thể hiện khả năng của mình và khiến lũ cóc ấn tượng với cô và họ giao cho cô nhiệm vụ thu thuế của cư dân ở đây cùng họ. Sprig phát hiện rằng thị trưởng Toadstool đang biển thủ tiền thuế của cư dân. Anne bắt đầu thấy hối hận về việc làm theo lũ cóc nên cô bắt đầu chống lại họ. Khi Sprig vạch trần tội của Toadstool, cư dân Wartwood bắt đầu chống lại Toadstool và lũ cóc. Cư dân thành phố sau đó ca ngọi sử dũng cảm của Anne trong khi lũ cóc sẽ báo với đội trưởng của chúng về Anne. Tại Tháp Cóc, Sasha bị lũ cóc giam giữ. Ở đây, cô sử dụng sự quyến rũ của mình để khiến mọi người thích cô ấy, trước sự khó chịu của Grime, người lãnh đạo lũ cóc. Khi Percy, một người lính khờ, vô tình dẫn lũ chim diệc đến tấn công tòa Tháp Cóc, Sasha lợi dụng thời cơ để trốn thoát và giúp lũ cóc. Cô thuyết phục Grime rằng để mọi người thích ông ấy, ông phải nói những điều tốt về họ. Được Grime "động viên", lũ cóc bắt đầu tấn công lũ chim và đánh bại chúng. Grime bắt đầu tôn trộng Sasha và phong cô làm trung úy. Sasha hứa sẽ tìm Anne và Marcy. |                    |                                            |                     |             |                          |
| 11 | 11                 | "Grubhog Day""Hop Pop and Lock"            | 3 tháng 7 năm 2019  | 111         | 0.44                     |
| Wartwood tổ chức Ngày Grubhog bằng một lễ hội thường niên. Hop Pop bắt Sprig tình nguyện trông chừng con sâu lợn con (Grubhog), nhưng điều đó đồng nghĩa với việc cậu phải bỏ lỡ hội chợ. Anne đề nghị mang theo con sâu lợn trong khi Sprig vui chơi, nhưng khi đang đi tàu lượn, một con chim ó đã đánh cắp nó. Anne và Sprig tạo ra một con rối để giả con sâu lợn, nhưng Sprig lại thành công khi họ cố gắng cắt nó ra. Hop Pop thừa nhận đã gây áp lực quá lớn cho cậu. Trong khi người dân thị trấn thất vọng vì con grubhog biến mất, họ lại thích buổi biểu diễn múa rối mà họ đã tổ chức và quyết định biến đó thành truyền thống hàng năm của họ kể từ bây giờ. Hop Pop gặp lại Sylvia Sundew, người ông thầm thích hồi xưa. Khi một vũ hội được công bố, Hop Pop định hỏi Sylvia nhảy cùng nhưng ông gặp đối thủ Monroe giỏi hơn ông. Vì Hop Pop không nhảy được nên ông nhờ Anne dạy ông. Tại đên vũ hội, Hop Pop và Monroe đối đầu để giành sự chú ý của Sylvia, với Monroe là người thắng thế. Tuy nhiên, Hop Pop sau đó nhảy theo kiểu tự do của ông, gây sốc cho khán giả. Sylvia đáp lại bằng điệu nhẩy kỳ quái của bà, thừa nhận rằng bà có sự quan tâm đặc biệt tới những thứ kỳ cục. Khi mọi người rời đi, Hop Pop nhảy cùng với Sylvia dưới tiếng vĩ cầm của Sprig. |                    |                                            |                     |             |                          |
| 12 | 12                 | "Civil Wart""Hop-Popular"                  | 4 tháng 7 năm 2019  | 112         | 0.45                     |
| Sau khi đoàn biểu diễn bị ăn thịt, Anne quyết định cho người dân thành phố xem bộ phim "Love Choice". Mọi người sau đó bị chia rẽ do hai tình nhân khác nhau của nhân vật chính. Thị trấn sau đó hình thành hai phe phái với Sprig và Polly dẫn đầu hai phe phái đó. Cả thị trấn bắt đầu xung đột trong khi Anne và Hop Pop cố giải quyết bất đồng giữa Sprig và Polly. Khi Polly lâm nguye, Sprig quyết định "hi sinh" để bảo vệ em của mình, và mọi thứ trở về bình thường. Để sự việc không tái diễn, Anne quyết định chiếu bộ phim "My Dinner with Anders". Vẫn tiếc vì mất sạp bán hàng của mình, Hop Pop quyết định tranh cử chức thị trưởng để chống lại Toadstool, trước sự vui mừng của mọi người. Anne, Sprig, và Polly giúp ông vì sợ rằng ông có thể rơi vào trầm cảm nếu thua cử. Toadstool đề nghị ông từ bỏ, nhưng ông quyết định tranh đấu ở vòng cuối cùng: một trận đấm bốc. Mặc dù Hop Pop đánh bại Toadstool, nhưng vì ông không vận động tranh cử ngoài Wartwood nên ông vẫn thua Toadstool - người được nhiều phiếu bầu hơn ông. Cư dân thị trấn Wartwood sau đó động viên Hop Pop bằng cách tặng ông một chiếc sạp mới. |                    |                                            |                     |             |                          |
| 13 | 13                 | "Croak & Punishment""Trip to the Archives" | 8 tháng 7 năm 2019  | 113         | 0.42                     |
| Sprig tìm thấy một chiếc vỏ sò màu xanh nước biển và cậu muốn tặng nó cho Ivy nhân ngày sinh nhật của cô ấy. Chiếc vỏ sò sau đó bị đánh cắp, nên Anne và Sprig tìm kiếm hung thủ bằng cách giả làm cảnh sát. Sau một hồi tìm kiếm, cả hai gặp con ếch tên Gunther hiền lành, nhưng trở thành một con quái vật khi tức giận. Nhận thấy mình đã gây ra quá nhiều rắc rối, Sprig xin lỗi Gunther và ông tha cho hai người. Khi họ quay về nhà, họ phát hiện rằng Ivy đã lấy chiếc vỏ sò để vệ sinh nó. Sprig tặng nó cho Ivy, nhưng cô ấy bảo cậu giữ nó để cô ấy biết nhà cậu ở đâu. Anne và nhà Plantar đến một thư viện để tìm cách đưa Anne về nhà. Sprig cảm thấy chán nản nên đã đẩy mọi ngừoi và một chuyến phiêu lưu. Tuy nhiên, cậu vô tình làm hỏng vật giữ cánh cửa mở, khiến cả nhà bị mắc kẹt bên trong thư viện. Anne chui đầu qua cửa sổ trời và bị mắc kẹt đúng lúc loài ve sầu đến ăn cỏ. Sprig tìm thấy phòng vệ sinh và nhà Plantar chui qua đường ống và giải cứu Anne. Cô bảo Sprig rằng cô cần tìm câu trả lời cho dù phải làm những điều không mấy kịch tính và Sprig xin lỗi sau đó. |                    |                                            |                     |             |                          |
| 14 | 14                 | "Snow Day""Cracking Mrs. Croaker"          | 9 tháng 7 năm 2019  | 114         | 0.44                     |
| Ngày ngủ đông sắp đến để đóng băng tất cả những con ếch và khi điều đó xảy ra thì sẽ có người mất tích và không bao giờ được tìm thấy. Anne quyết định bảo vệ cư dân Wartwood trong thời gian đóng băng, nhưng dần cảm thấy chán nản và đánh thức một Sprig say xỉn để chơi đùa. Polly bị một con chồn bạch tạng khổng lồ bắt, Anne và Sprig lần theo dấu vết và phát hiện hang động của nó. Anne nhận ra rằng nó chỉ đang kiếm ăn cho con nên cô cho nó món trứng tráng cho chúng để chuộc lấy Polly. Khi Ngày ngủ đông kết thúc, Anne thừa nhận mọi chuyện, nhưng Hop Pop nói với cô rằng việc nhận lỗi là một điều chứng tỏ trách nhiệm của cô. Sprig được mọi người trong Wartwood yêu mến, ngoại trừ bà Croaker. Sau khi hiểu nhầm lời khuyên của Anne, Sprig bắt đầu tìm cách khiến Croaker thích cậu bằng cách đột nhập vào nhà của bà ấy. Họ tìm thấy bức ảnh của một người đàn ông tên Jonah. Nghĩ rằng ông ấy là người tình thất lạc của Croaker, Sprig đi tìm ông ấy và đưa ông đến với bà. Jonah sau đó hóa ra là một sát thủ và là kẻ thù không đội trời chung của Croaker từ khi cô còn là một điệp viên. Sau khi khống chế Jonah, bà nói với Sprig rằng không phải ai cũng thích cậu và cậu nên chấp nhận điều đó, nhưng vì cậu quan tâm, Croaker sẽ cố gắng chấp nhận cậu. |                    |                                            |                     |             |                          |
| 15 | 15                 | "A Night at The Inn""Wally and Anne"       | 10 tháng 7 năm 2019 | 115         | 0.34                     |
| Sau khi Anne và nhà Plantar trở về từ thư viện, Bessie đột nhiên "hỏng" khi trời mưa. Họ ở tại khách sạn Dandy Lion, được quản lý bởi một cặp đôi ễnh ương tốt bụng tên là Teddy và Martha. Polly, không nhận mình sợ hãi, cố gắng ngủ một mình và phát hiện ra rằng không chỉ gia đình cô đã biến mất mà những con ếch ễnh ương còn là kẻ ăn thịt người và sắp ăn thịt cả gia đình của cô. Cô giải cứu gia đình mình và Anne trong lúc tẩu thoát trộn giấm và muối nở có sẵn, khiến quán trọ phát nổ ngay khi họ trốn thoát cùng Bessie. Hop Pop ca ngợi sự trưởng thành và độc lập của Polly, nhưng Polly quyết định ngủ với Hop Pop qua đêm. Anne phát hiện một sinh vật kỳ bí tên là Người Rêu, nhưng dân làng không tin cô. Wally một mắt nói rằng anh thấy Người Rêu và đồng ý đi cùng Anne để tìm nó và chụp ảnh nó để chứng minh câu chuyện của cô. Trên đường đi, Anne bắt đầu có thiện cảm với Wally, người đã đưa ra triết lý của mình về việc không để tâm đến những gì người khác nghĩ về mình. Anne suýt chụp được một bức ảnh nhưng cô bỏ lỡ cơ hội để cứu Wally khỏi việc rơi từ trên cao. Sau đó, cô học cách không để tâm đến những gì mọi người nghĩ về mình và Wally đã sáng tác một bài hát về cuộc phiêu lưu của anh và Anne. |                    |                                            |                     |             |                          |
| 16 | 16                 | "Family Fishing Trip""Bizarre Bazaar"      | 11 tháng 7 năm 2019 | 116         | 0.48                     |
| Sprig ngóng chờ dịp câu cá của gia đình và cơ hội để cậu dành thời gian với Hop Pop. Tuy nhiên, bạn gái của Hop Pop, Sylvia, lại đi cùng khiến Sprig ghen tị với bà ấy và cố gắng xua đuổi bà trong khi Anne tập chơi dù lượn. Ngay khi Sprig đuổi được Sylvia, Hop Pop đã bảo cậu rằng Sylvia đã khuyên ông dành thời gian cho cậu. Sylvia vô tình lâm nguvì một con cua khổng lồ và Sprig phải giải cứu bà ấy dùng dù lượn của Anne, trước sự khó chịu của cô. Sprig cuối cùng thừa nhận sự ghen tị của mình với Sylvia, và bà bỏ qua cho cậu ấy. Anne biết đến một khu chợ đêm xuất hiện và biến mất mỗi năm tên là Bizarre Bazaar. Anne và Sprig quyết định mang chiếc hộp nhạc đến đó để tìm câu trả lời bất chấp sự ngăn cấm của Hop Pop. Ngay khi họ sắp tìm được câu trả lời, cặp của Anne bị đánh cắp và cô cùng Sprig phải cạnh tranh trong một cuộc đua với Wrecker. Họ thua và khu chợ biến mất. Wrecker hóa ra là hóa trang cảu Hop Pop, người đang cố dạy cho họ một bài học. Họ đồng ý từ giờ trở đi sẽ nghe theo ông và chờ câu trả lời của ông, nhưng Hop Pop lại bí mật chôn chiếc hộp nhạc trong vườn nhà. |                    |                                            |                     |             |                          |
| 17 | 17                 | "Cursed!""Fiddle Me This"                  | 15 tháng 7 năm 2019 | 117         | 0.47                     |
| Vì Sprig sợ hãi vợ chưa cưới Maddie, nên Anne đã giúp cậu chia tay cô ta. Sau đó, Sprig và Anne tỉnh dậy và thấy rằng họ lần lượt trở thành một cục lông và một con chim. Họ tin rằng Maddie đã nguyền rủa họ, nhưng cô ta bảo rằng cô không làm vậy. Maddie giúp cả hai tìm ra thủ phạm thực sự: Barry, một người làm kẹo đã nguyền rủa họ do một tai nạn nhỏ trước đó. Một cuộc chiến nổ ra với Maddie là người chiến thắng, khiến Anne và Sprig trở lại bình thường đồng thời cũng nhận được một lượng kẹo lớn từ Barry. Sprig xin lỗi vì đã phán xét Maddie và họ quyết định lbạn từ bây giờ, mặc dù Maddie vẫn giữ phong thái rùng rợn. Lo sợ về tương lai xán lạn của các cháu mình, Hop Pop đăng ký cho Sprig tham gia một chương trình t tài năng ở Wartwood và bắt cậu ta luyện đàn vĩ cầm cho đến mức hoàn hảo, mặc dù Sprig chỉ muốn biểu diễn cho vui chứ không muốn giành giải thưởng. Trong khi buổi biểu diễn của cậu diễn ra suôn sẻ, một con dơi khổng lồ lao vào và tóm lấy Sprig. Anne và những người khác cùng nhau giải cứu Sprig với Polly sử dụng "tiếng hát" của mình để làm chao đảo con dơi và hạ gục nó. Hop Pop xin lỗi vì đã ép Sprig, nhưng bất ngờ thay, ban giám khảo trao cúp cho nhà Plantar. |                    |                                            |                     |             |                          |
| 18 | 18                 | "The Big Bugball Game""Combat Camp"        | 16 tháng 7 năm 2019 | 118         | 0.37                     |
| Nhân dịp ngày thu hoạch, Trò chơi bóng rổ tên là Big Bugball được tổ chức với hai đội là Nông dân (Farmers) và Thị trấn (Townies) luôn đối đầu với nhau với kết quả là đội Nông dân thường thua. Khi Hop Pop thấy Anne có năng khiếu bẩm sinh, ông ấy đã cho cô ấy tham gia đội. Cuối cùng, cô ấy trở nên khó chịu, nhưng theo thời gian, cô ấy học cách trở thành một người chơi đồng đội bằng cách tham gia các bài tập tin tưởng. Trong trò chơi, đội Nông dân đang chiếm ưu thế, khiến đối thủ phải tạm thời làm mù mắt Anne Sử dụng các bài tập tin tưởng trước đó, Anne tiếp tục thi đấu và Sprig ghi bàn thắng quyết định cho đội Nông dân. Đội Thị trấn phải mặc trang phục gà tây ngứa ngáy vì thua cuộc. Trong khi Hop Pop đến hội nghị về giống cây Crop Con, Anne, Sprig và Polly buộc phải ở lại một trung tâm chăm sóc trẻ em với Tritonio Espada, nhthực chất là một kiếm sĩ dũng cảm và ông huấn luyện bọn trẻ trở thành chuyên gia vũ khí. Trong khi Sprig và Polly làm được việc, Anne liên tục bị Tritonio chỉ trích. Cuối cùng, cô đối mặt Tritonio và anh ta bảo rằng anh ta đang cố gắng giúp cô khai thác tiềm năng của mình và rằng các giáo viên ở nhà cô cũng đang làm điều tương tự. Tritonio thực chất là một tên tội phạm lợi dụng Anne, Sprig và Polly để cướp hàng trong tàu hỏa, nhưng bọn trẻ đã sử dụng bài học anh ta dạy để bắt giữ anh ta. Khi Hop Pop trở về, ông và bọn trẻ đều không muốn đề cập đđến huyện hôm nay. |                    |                                            |                     |             |                          |
| 19 | 19                 | "Children of the Spore""Anne of the Year"  | 17 tháng 7 năm 2019 | 119         | 0.41                     |
| Khó chịu trước thái độ không vâng lời của bọn trẻ, Hop Pop mua một thần dược từ một người bí ẩn tên Apothecary Gary; thần dược này sẽ khiến một người trở nên ngoan ngoãn hơn. Khi thấy nó có tác dụng, mặc dù theo cách rùng rợn, sử dụng nó lần nữa, nhưng nó biến chúng thành thây ma nấm. Gary tiết lộ rằng hắn là một cây nấm nhập vào một con ếch và hắn đã biến tất cả cư dân Wartwood thành thây ma. Hop Pop giải thoát Bessie và nó ăn toàn bộ cây nấm trên đầu mỗi người, biến mọi người trở lại bình thường còn Gary thì bị đánh bại. Hop Pop xin lỗi vì đã cố gắng kiểm soát bọn trẻ trong khi bọn trẻ nhất trí sẽ tôn trọng Hop Pop hơn. Trong Lễ trao giải Ếch của năm, Anne là người chiến thắng và để biết ơn, cô quyết định tổ chức một bữa tiệc hoành tráng nhất cho toàn thể Wartwood. Trong lúc đó, Anne muốn Sprig mời Ivy đi chơi. Bất chấp những nỗ lực hết mình, bữa tiệc trở thành một thảm họa lớn. Hop Pop tiết lộ rằng họ chọn cô, không phải vì cô hoàn hảo, mà vì cô đã trưởng thành và chín chắn hơn và bữa tiệc tiếp tục sau đó. Ivy mời Sprig đi chơi và cậu đáp lại. Anne được mời gặp một người đứng ngoài và phát hiện ra rằng đó là Sasha, khiến cả hai đều rất vui mừng. Tuy nhiên, cô cũng mang theo quân Cóc của mình. |                    |                                            |                     |             |                          |
| 20 | 20                 | "Reunion"                                  | 18 tháng 7 năm 2019 | 120         | 0.34                     |
| Ba tháng trước, Sasha lôi kéo Anne nghỉ học để dự sinh nhật của Anne. Sasha cũng ép Anne bỏ tiệc sinh nhật ở nhà để đi ăn cắp hộp nhạc từ một cửa hàng từ thiện. Ở thời điểm hiện tại, tiếp nối từ tập "Anne of the Year", quân cóc tập hợp tất cả người dân Wartwood bằng cách tuyên bố rằng họ đang tổ chức một bữa tiệc. Tại Tháp Cóc, Sprig nhanh chóng nhận ra rằng họ là tù nhân và cậu cố kích động một cuộc nổi loạn. Sasha cho Anne biết rằng lũ cóc định hành quyết Hop Pop do cuộc chạy đua giành chức thị trưởng của ông đã dẫn đến các cuộc nổi loạn khắp thung lũng Ếch. Anne cố gắng giải thoát tất cả cư dân Wartwood nhưng không thành. Sprig nói rằng Sasha là kẻ bắt nạt và cô và Anne đấu kiếm với nhau, với Anne là người thắng cuộc. Wally một mắt cho nổ tung tòa tháp khi mọi người bỏ chạy. Sasha nói với Anne rằng Anne sẽ tốt hơn nếu không có cô ấy và cô rơi xuống tòa tháp, nhưng được Grime đỡ và lũ cóc sau đó đưa cô ấy đi. Nhà Plantar hứa với Anne rằng họ sẽ làm mọi thứ để giúp cô ấy trở về nhà. |                    |                                            |                     |             |                          |

### Mùa 2 (2020-2021)
| TT. tổng thể | TT. trong mùa phim | Tiêu đề                                                      | Ngày phát hành gốc   | Người xem tại Mỹ (triệu) |
| --- | ------------------ | ------------------------------------------------------------ | -------------------- | ------------------------ |
| 21 | 1                  | "Handy Anne""Fort in the Road"                               | 11 tháng 7 năm 2020  | 0.39                     |
| Anne và nhà Plantar chuẩn bị hành trang đến Newtopia để tìm kiếm câu trả lời về chiếc hộp nhạc Nhà Plantar đang trên đường đến Newtopia, Anne và Sprig muốn trải nghiệm những chuyến phiêu lưu thú vị, nhưng bị Hop Pop ngăn cản |                    |                                                              |                      |                          |
| 22 | 2                  | "The Ballad of Hopediah Plantar""Anne Hunter"                | 18 tháng 7 năm 2020  | 0.22                     |
| Nhà Plantar đến một thị trấn nhỏ tên là Bittyburg, nơi những cư dân ở đây phải đóng tiền cho một kẻ ngoài vòng pháp luật tên Judro Háselback Nhà Plantar dừng chân ở một cánh rừng, khi họ phát hiện ra họ đang thiếu lương thực và buộc phải đi săn |                    |                                                              |                      |                          |
| 23 | 3                  | "Truck Stop Polly""A Caravan Named Desire"                   | 25 tháng 7 năm 2020  | 0.44                     |
| Polly bắt đầu cư xử không đúng mực và trở thành mối phiền toái cho gia đình Plantar. Trong lúc nhà Plantars dừng lại ở một trạm dừng nghỉ, Polly đặt một viên đá thay mình để khiến gia đình hoảng sợ. Tuy nhiên tảng đá là một quả trứng của con Roc - một con chim ăn thịt khổng lồ. Polly và Joe đuổi theo nhà Plantar đúng lúc họ phát hiện điều bất thường về "Polly". Cô sử dụng tĩnh để đánh bại con Roc và thừa nhận lỗi lầm của mình. Nhà Plantar đồng cảm với nỗi nhớ nhà của cô và tha thứ cho cô. Anne và nhà Plantar gặp một đoàn diễn xuất dẫn dắt bởi nữ diễn viên Rene Frodgers. Tuy nhiên, vở kịch của đoàn diễn xuất chỉ là vỏ bọc cho vụ cướp ngân hàng mà bọn chúng gây ra ở những thành phố đó. |                    |                                                              |                      |                          |
| 24 | 4                  | "Quarreler's Pass""Toadcatcher"                              | 1 tháng 8 năm 2020   | 0.54                     |
| Được nửa quãng đường tới Newtopia, Sprig và Polly liên tục cãi nhau, nên Hop Pop thả hai người ở Quarreler's Pass, một đoan đường nhánh được dùng để khách du lịch xả giận. Cả hai tiếp cục cãi nhau cho đến khi họ đến một chiếc hang của con manh giông hai đầu tên Lysil và Angwin, người có ý định ăn thịt Sprig và Polly. Họ giải quyết mâu thuẫn và nhái giọng để hai con manh giông tự đánh chính mình và giải thoát để đoàn tụ với Hop Pop và Anne. Trong cả chặng đường, Anne đã phải lắng nghe Hop Pop hướng dẫn cách kiếm bạn trai. Sau khi nhẫn nhịn đủ lâu, Anne đạp Hop Pop ra khỏi chiếc xe. Sau khi bị Anne đánh bại, Sasha đang rèn luyện để trả thù Anne và nhà Plantar, đồng thời chăm sóc tên Grime lười biếng và nhu nhược, người hiện đang bị Newtopia truy nã vì tội ác của mình. Percy và Braddock, những người lính duy nhất còn lại của Grime, vô tình tiết lộ tung tích của anh ta cho người lính sa giông Tướng Yunan. Khi họ chạy trốn, Grime suy luận rằng Sasha nhớ Anne và cô thừa nhận rằng mình không muốn mất Grime. Cả hai tìm cách đánh lừa Yunan và Grime, được tiếp thêm động lực nhờ sự kiện này, ông quyết định tiếm quyền Newtopia. Sasha thề rằng chuyện giữa cô và Anne sẽ còn kéo dài. |                    |                                                              |                      |                          |
| 25 | 5                  | "Swamp and Sensibility""Wax Museum"                          | 8 tháng 8 năm 2020   | 0.32                     |
| Gia đình dừng chân ở Ribbitvale, một thị trấn thượng lưu, giàu có. Họ phát hiện ra rằng Wally một mắt đang ở đó và là con trai của Wigbert Ribbiton, một trong những chú ếch giàu nhất ở Amphibia. Wally không muốn cha mình phát hiện ra cuộc sống hai mặt của mình ở Wartwood, nhưng Anne đã tiết lộ điều đó, khiến cha anh tức giận. Wally thách thức anh ta chơi trò chơi polo quái vật để giành lấy tự do và giành chiến thắng. Mặc dù vậy, anh ấy muốn bố chấp nhận con người thật của anh ấy vì anh ấy vẫn muốn kết giao với tư cách là người nhà Ribbiton. Cha anh cuối cùng cũng chấp nhận anh trước khi tiết lộ rằng ông có một số điểm kỳ quặc của con trai mình từ Wartwood. Nhà Plantar dừng chân ở Stony Gulch nơi những cư dân ở đó ngưỡng mộ vẻ ngoài của Anne. Việc này dẫn họ đến một bảo tàng sáp diều hành bởi người sưu tầm Ponds. Anne thấy một chiếc máy chơi CD ở của hằng và người sưu tầm hứa rằng cô sẽ được giữ nó nếu cô biểu diễn trong một ngày. Tuy nhiên, ông lại quyết định phủ sáp lên ngừoi Anne và biến cô trở thành vật trưng bày. Nhà Plantar phát hiện và giải cứu Anne bằng cách tan chảy sáp trên các hiện vật, khiến chúng sống lại và trả thù người sưu tầm Ponds. Trong lúc đó, Sprig lấy được chiếc máy chơi CD. |                    |                                                              |                      |                          |
| 26 | 6                  | "Marcy at the Gates"                                         | 15 tháng 8 năm 2020  | 0.40                     |
| Anne và nhà Plantars đến Newtopia, nhưng thành phố đã bị đóng kín cho đến khi loài kiến Barbariant rời đi. Một nhân vật mặc áo choàng xuất hiện. Nhân vật đó là Marcy, người bạn khác của Anne. Họ quyết tâm đuổi loài kiến, trong khi Anne kiên quyết muốn bảo vệ Marcy vì tính vụng về của cô ấy. Sprig thì nghi ngờ Marcy sau cuộc gặp với Sasha. Marcy đánh bại con kiến chúa, làm hài lòng Anne và làm Sprig trở nên yên tâm. Một khi được chào đón tới Newtopia, Anne kể với Marcy về Sasha, và cả hai hứa sẽ tình đường về nhà, trong khi nhà vua của Amphibia đang quan sát từ trên cao, và có một âm mưu liên quan đến ba cô gái |                    |                                                              |                      |                          |
| 27 | 7                  | "Scavenger Hunt""The Plantars Check In"                      | 22 tháng 8 năm 2020  | 0.44                     |
| Marcy nhặt được điện báo từ nhà vua của Newtopia. Điện báo này gồm các câu đố cần phải giải để tìm ra tin nhắn của nhà vua. Anne cố khoe Sprig rằng cô thông minh bằng cách giải các câu đố, nhưng Marcy giải được nhanh hơn Anne. Thay vào đó, Anne giúp đỡ và kết bạn với những công dân ở Newtopia. Về sau, Anne khiến cả nhóm gặp rắc rối và được cứu bởi những người mà Anne kết bạn. Anne thừa nhận rằng cô ghen tị với trí thông minh của Marcy, còn Marcy thì ghen tị với kĩ năng xã hội của Anne. Anne nghĩ ra được manh mối cuối cùng, từ đó tạo ra tin nhắn "Bring Me the Plantars" (tạm dịch: Cho ta gặp nhà Plantar) Anne, nhà Plantar, và Marcy diện kiến vị vua của Newtopia - vua Andrias. Ông là một con kỳ nhông khổng lồ nhưng vui tính. Ông muốn giúp Anne và Marcy trở về nhà nhưng ông cần thời gian để nghiên cứu thêm. Ông đưa nhà Plantar một chiếc thẻ tín dụng vàng của ông và họ đến ở một khách sạn xa xỉ. Sprig vì phấn khích nên đã khám phá khác sạn khi cả nhà còn ngủ và cậu tận hưởng những đặc quyền đi kèm nó. Cậu vô tình để chiếc thẻ rơi vào tay của nhân viên phục vụ Bella. Cô định cướp chiếc thẻ để trả nợ, nhưng cô giải hòa với Sprig khi cả hai ở trên đỉnh của một chiếc vòng đu quay trong khách sạn. Sprig sau đó phải cứu Bella khi cô rơi từ trên chiếc vòng đu quay đó. Hành động này khiến Bella suýt bị sa thait, nhưng Sprig đã bênh vực cô và nhờ đó khiến cô được tăng lương. Sprig trở nên mệt mỏi sau chuyến đi khi cả gia đình cùng muốn đi chơi sau đó |                    |                                                              |                      |                          |
| 28 | 8                  | "Lost in Newtopia""Sprig Gets Schooled"                      | 29 tháng 8 năm 2020  | 0.29                     |
| Anne và Polly rời khỏi đoàn du lịch để họ có thể khám phá những con phố bên trong Newtopia bằng cách giả bị ốm. Anne và Polly khám phá thành phố chỉ để gây rắc rối ở bất cứ nơi nào họ đi qua. Sau cùng, một đám đông đuổi theo họ trở lại xe buýt du lịch và họ dùng chiếc bánh burrito cay để đuổi đám đông và tiếp tục lên đường đến bảo tàng pho mát. Trong khi đó, Marcy và Vua Andrias đang nghiên cứu thì Marcy phát hiện ra một thư viện bí mật trong khi Andrias tự mãn đi theo cô. Gia đình tình cờ đến Đại học Newtopia. Họ đi dạo trong khuôn viên trường, nơi Sprig khoe kiến thức của mình về một chủ đề nào đó với một giáo sư. Quá ấn tượng, cậu được mời vào học và miễn cưỡng chấp nhận trước sự thúc giục của Hop Pop. Sprig nhanh chóng bị choáng ngợp bởi việc học, Hop Pop bắt đầu nhớ Sprig trong khi Anne và Polly cố gắng lẻn vào để có thể tham gia một bữa tiệc ở trường đại học. Sprig cố gắng rời trường bằng cách thả lũ mọt ra và Hop Pop cố gắng giải cứu cậu ta. Giáo sư tiết lộ rằng Sprig có thể rời đi bất cứ khi nào cậu ấy muốn. |                    |                                                              |                      |                          |
| 29 | 9                  | "Little Frogtown""Hopping Mall"                              | 12 tháng 9 năm 2020  | 0.36                     |
| Trong khi bọn trẻ xếp hàng chờ ở một khu trò chơi điện tử, Hop Pop đến gặp Sal, người điều hành một cửa hàng bánh kẹp. Ông đến nơi và thấy nơi này có vẻ đã bị cướp phá và đội một chiếc mũ, bắt đầu hành động như thể ông ta đang ở trong một bộ phim thám tử. Hop Pop tin rằng ai đó đã đánh cắp công thức làm nước sốt của Sal và hiện đang bán nó. Sau nhiều sự cố khác nhau, anh tìm được nguồn hàng trong một nhà máy và phát hiện ra rằng Sal chính là chủ mưu. Ông thừa nhận rằng việc kinh doanh bánh kẹp không hiệu quả nên thay vào đó ông đã sản xuất hàng loạt món nước sốt. Ông nói với Hop Pop hãy chấp nhận sự thay đổi và ông ấy quay lại với bọn trẻ ở ngoài do chúng không được phép vào bên trong. Nhà Plantar đang ở khu mua sắm Newtopia, nơi Anne quyết định mua một món quà đặc biệt cho mẹ của cô. Cô nhìn thấy một ấm trà hình con bướm đặc biệt và muốn mua nó, nhưng lại gặp phải một con sa giông lớn tên là Priscilla the Killa và cô con gái nhỏ Pearl của cô. Anne phải tham gia cuộc thi xe đẩy hàng Smash n' Mash cùng với Sprig tham gia và đối đầu với Priscilla. Anne và Sprig cuối cùng giành chiến thắng. Anne biết chiếc ấm được mẹ của Priscilla là Penny làm và bà đã đưa nó cho cô ấy trong khi Pearl tặng cho cô ấy một món trang sức hình con bướm. Vào đêm muộn, Anne nói với Sprig rằng cô nhớ mẹ mình trong khi cậu không thể nhớ được mẹ của mình, và hai người họ gắn bó với nhau. |                    |                                                              |                      |                          |
| 30 | 10                 | "The Sleepover to End All Sleepovers""A Day at the Aquarium" | 19 tháng 9 năm 2020  | 0.45                     |
| Marcy rủ Anne, Sprig và Polly đến phòng của cô ấy để chơi qua đêm. Quý bà Olivia cảnh báo bọn trẻ rằng chúng không được xuống dưới tầng hầm. Anne, Sprig, Polly và Marcy quyết định chơi một thử thách mà kẻ thua cuộc sẽ phải ghi tên vào "cuốn sổ của kẻ thua cuộc" (Book of Losers). Ở dưới tầng hầm, họ gặp phải những con sứa nhìn giống ma và hàng loạt các vật thể bất thường khác. Họ dùng gương để xua đuổi đám ma đi, và tất cả đều thức khuya sau đó. Sáng hôm sau, cả bốn người đều ghi tên vào cuốn sổ với tên của Anne và Marcy trong đó nhiều lần, và cả hai quyết định giải hòa với Sasha. Quý bà Olivia yết kiến họ tới Andrias Andrias báo với cả nhóm rằng những viên ngọc trên chiếc hộp nhạc cần được nạp đầy để Anne và Marcy có thể trở về. Marcy đề xuất Anne ở lại Newtopia và Anne quyết định đến thủy cung cùng nhà Plantar. Mặc dù họ cố tỏ ra vui vẻ, nhưng họ liên tục thấy những thứ khiến họ nhớ đến những chuyến phiêu lưu trước đó. Sau một sự cố với một con cá đuối, Anne và nhà Plantar tạm biệt nhau một lần cuối trước khi chia tay. Marcy, nhận thấy Anne nhớ nhà Plantar, nên đã bảo cô ấy đi cùng bọn họ về Wartwood. Sau đó, Andrias có một lời đề nghị cho Marcy |                    |                                                              |                      |                          |
| 31 | 11                 | "Night Drivers""Return to Wartwood"                          | 6 tháng 3 năm 2021   | 0.41                     |
| Muốn về nhà nhanh hơn, Sprig và Polly đã lái chiêc xe gia đình trong đêm khi Anne và Hop Pop đang ngủ. Họ gặp một ngừoi quá giang kinh dị và hắn bám theo chiếc xe liên tục trong suốt đêm đó. Đến sáng, hắn biến mất và Sprig với Polly phát hiện bức tượng của hắn. Hắn thực chất là một con ma của ngừoi chỉ đường mang tên Zechariah Nettles. Anne và Hop Pop phát hiện Sprig và Polly uể oải, và họ để cả hai đứa ngủ yên trên xe. Trên con đường, con robot đó tiếp tục theo chân họ Anne và nhà Plantar được cư dân thành phố Wartwood chào đón, nhưng Hop Pop và Polly nhận ra rằng họ quên mang quà về cho mọi người. Vì thế, Hop Pop thuyết phục Anne và Sprig làm giả một vụ tấn công bằng cách triệu hồi một con Chicka-lisk. Cư dân trong thành phố đuổi được con quái thú, và họ ban đầu cảm thấy giận, nhưng họ vui mừng vì nhà Plantar trở về bình an. Ivy rồi mời Sprig đi hẹn hò. |                    |                                                              |                      |                          |
| 32 | 12                 | "The Shut-In!"                                               | 17 tháng 10 năm 2020 | 0.28                     |
| Trong tập Halloween đặc biệt này, nhà Plantars ở trong nhà trong lúc mặt trăng xanh để họ không biến thành quái vật. Để giết thời gian, họ kể 3 câu chuyện ma. - "Phone-Mo": Anne, được đổi tên thành Anna, được bạn bè kể về một video động vật bẫy người trong không gian của video. Cô xem nó và phát hiện ra rằng bạn bè của mình đang bị mắc kẹt trong đó. Screen Fiend bước ra từ video như một con quái vật để bắt cô ấy. Nhận thấy rằng nó yếu đuối trước những lời chỉ trích gay gắt, Anna bắt đầu nhấn không thích video, đánh bại con quái vật và cứu bạn bè của mình nhưng những quả trứng quái vật vẫn bị bỏ lại. - "Dead end": Một chàng trai trẻ Hop Pop làm nghề lái xe đón khách hàng tiếp theo là ông Littlepot. Sau một vài điểm dừng, Hop Pop nhận ra rằng Littlepot là thần chết và điểm dừng tiếp theo là tại trang trại của anh ấy. Tuy nhiên, thay vì đoạt mạng Hop Pop, Littlepot lại lấy tóc để che đi chỗ hói và bỏ đi trong khi Hop Pop khóc vì mất đi mái tóc dài và sang trọng. - "Skin Deep": Sprig và Ivy đang chơi bugball cho đến khi mất bóng và đi tìm nó. Họ tìm thấy quả bóng trong một ngôi nhà cũ thuộc sở hữu của một con quái vật mặc da tên là Thợ may. Sprig xé mặt nạ của cô ấy ra, để lộ cô ấy là một con ếch thủy tinh dùng vải da để che thân. Sprig và Ivy đánh bại con quái vật và trốn thoát. Sau khi Sprig và Ivy chơi khăm cả gia đình, Polly muốn kể một câu chuyện ma quái vì hầu hết các câu chuyện của cô đều là những trải nghiệm mà gia đình đã trải qua, Polly nhìn lên mặt trăng xanh để biến thành quái vật. Lúc đầu không có gì xảy ra và truyền thuyết về trăng xanh dường như là sai. Đó là cho đến khi Polly biến thành một con thú sói, khiến nhà Plantars kinh hãi. Ghi chú: Tập này không nằm trong mạch truyện |                    |                                                              |                      |                          |
| 33 | 13                 | "Ivy on the Run""After the Rain"                             | 13 tháng 3 năm 2021  | 0.32                     |
| Ivy đang cố gắng đi chơi với Sprig, nhưng Felicia liên tục bắt cô ấy làm việc nhà một cách cụ thể và hoàn hảo. Chán nản với sự hống hách của Felicia, cô quyết định bỏ chạy, điều mà Sprig cố gắng khuyên cô không nên làm. Họ tình cờ gặp Anne và Polly đang tập luyện Muay Thái. Felicia bắt kịp Ivy và đồng ý kết thúc buổi học trà nếu cô ấy có thể đánh bại cô ấy một lần trong trận đấu ba hiệp. Trong trận đấu, Felicia bộc lộ mình là một chiến binh tài ba bằng cách đánh bại Ivy. Bằng cách để Ivy giành chiến thắng, Felicia tiết lộ rằng cô ấy đã huấn luyện cô ấy cho ngày cuối cùng họ cùng nhau phiêu lưu và cả hai đã hòa giải. Anne và nhà Plantar nhận được tin nhắn từ Marcy nói rằng cô ấy sẽ đến và chuẩn bị sẵn sàng. Hop Pop đi tìm Hộp tai họa và nhưng nó đã biến mất và ông bị Anne phát hiện. Tức giận, cô bỏ chạy trong khi Hop Pop cố đuổi theo. Sprig và Polly cố gắng tìm kiếm Chiếc hộp Tai họa và nhận ra rằng nó đã bị Bọ cánh cứng Magpie lấy đi và đang trong một "vũ điệu tình yêu". Sprig và Polly gặp rắc rối và Anne và Hop Pop giải cứu họ. Hop Pop thừa nhận hành vi sai trái của mình và tiết lộ số phận của cha mẹ Sprig và Polly. Anne tha thứ cho ông ấy ta và Plantars hứa sẽ giúp đỡ cô. |                    |                                                              |                      |                          |
| 34 | 14                 | "The First Temple"                                           | 20 tháng 3 năm 2021  | 0.34                     |
| Marcy gặp Anne và nhà Plantars để đi đến ngôi chùa thứ nhất, nơi chứa một loạt trò chơi và bài giải đố cần phải đánh bại. Marcy vì quá tập trung vào các trò chơi nên đá không để ý đến mối nguy mà Anne và nhà Plantars phải đối mặt. Trong khi đó, Hop Pop và Anne vẫn còn xung đột từ tập trược khiến cả hai cãi nhau trong ngôi chùa. Trò chơi cuối cùng là cờ Flipwart, một trò chơi giống cờ vua với Anne và nhà Plantars là quân cờ và Marcy là người chơi. Trong trò chơi, Anne bảo Hop Pop rằng cô chỉ muốn dành thời gian cho bản thân và Hop Pop thừa nhận điều đó. Marcy từ bỏ trò chơi khi cô nhận ra cô không thể bảo vệ cả nhà khỏi nguy hiểm. Tuy nhiên, đây là một bài kiểm tra và họ thành công trong việc nạp lại viên đá màu xanh. . Ở newtopia, andrias nhận tin rằng họ đã thành công và ông báo cáo ó với người chủ nhiều mắt của ông ấy. |                    |                                                              |                      |                          |
| 35 | 15                 | "New Wartwood""Friend or Frobo?"                             | 27 tháng 3 năm 2021  | 0.34                     |
| Marcy cảm thấy thất vọng khi cư dân ở Wartwood không thích cô ấy. Để gây ấn tượng với họ, cô ấy quyết định sửa chữa thành phố. Nhưng người dân ở thành phố đó vẫn không chấp nhận Marcy. Thị trưởng toadstool đề xuất cách tân trang thành phố, nhưng tải trọng quá lớn khiiens thành phố chìm xuống đầm lầy vốn là nền móng của ngôi làng. Marcy loại bỏ số tiền dư thừa và cứu thị trấn. Mọi người mắng Marcy vì tính bất cẩn, nhưng họ nói với cô rằng cô cũng giống Anne khi lần đầu đến Wartwood. Marcy bù đắp bằng cách xây dựng thị trấn như ban đầu. Polly cảm thấy chán nản khi mọi người đang làm việc khác và cô tình cờ chạm trán với con robot đã theo dõi họ suốt thời gian qua. Cô đặt tên nó là Frobo và dạy nó làm những trò tinh nghịch với mình. Tuy nhiên, Frobo lại gây ra thiệt hại nghiêm trọng cho thành phố, khiến cư dân ở đó tấn công nó. Tin rằng Polly đang gặp nguy hiểm, Frobo trở nên hung bạo và chống trả. Cuối cùng, Polly nói chuyện với Frobo và thừa nhận rằng cô ấy đã vô trách nhiệm với nó và bảo Frobo dừng lại. Hop Pop quyết định giữ Frobo khi biết rằng nó có thể làm nhiều công việc hữu ích khác như làm vườn. |                    |                                                              |                      |                          |
| 36 | 16                 | "Toad to Redemption""Maddie & Marcy"                         | 3 tháng 4 năm 2021   | 0.25                     |
| Thị trưởng Toadstool bắt đầu trở nên giúp ích đối với cư dân Wartwood, nhưng được sứ giả Newtopia Jacinda tiếp cận, người đề nghị ôngãnh đạo tòa Tháp Cóc phía nam và nói thêm rằng việc từ chối nó sẽ dẫn đến việc bị giam giữ. Với sự giúp đỡ của Anne và nhà Plantar, ông cố tỏ ra kém cỏi nhưng không có tác dụng. Bog và những quân cóc cũ của Grime tấn công Wartwood, bị Toadstool và cư dân thị trấn chống trả. Nhận thấy việc này, Jacinda quyết định chọn Bog làm thủ lĩnh mới sau khi cho rằng Toadstool quá "mềm dẻo" và anh ta được phép ở lại Wartwood trước sự chấp nhận của mọi người. Trong khi cố gắng hoàn thiện một phép thần chú, Maddie bị làm phiền bởi các em gái của cô, Rosemary, Lavender và Ginger- vì họ muốn chơi với cô. Thay vào đó, cô gắn kết với Marcy, người muốn giúp cô hoàn thành phép thần chú đó. Cặp sinh ba trở nên ghen tị và dựa trên nhận xét của Maddie, quyết định lớn lên bằng cách sử dụng một trong những thần dược của cô ấy. Bọn họ phóng to liên tục, khiến Maddie nhận ra rằng cô có lỗi khi bỏ bê chúng. Nhờ sự trợ giúp của Marcy, cô sử dụng một phép thần chú khác để thu nhỏ các chị em của mình lại và hứa sẽ quan tâm đến họ nhiều hơn. |                    |                                                              |                      |                          |
| 37 | 17                 | "The Second Temple""Barrel's Warhammer"                      | 10 tháng 4 năm 2021  | 0.37                     |
| Anne, Marcy và nhà Plantar đến một vùng lãnh nguyên băng giá, nơi họ gặp Valeriana, người bảo rằng cô ấy có thể đưa họ đến ngôi đền thứ hai. Tuy nhiên, cô liên tục xem thường Anne vì những hành động giúp đỡ người khác của cô ấy. Sau khi xúc phạm cô, Valeriana đưa Anne lên một ngọn tháp và khiến Anne nhớ lại những lỗi lầm trong quá khứ. Trong cuộc xung đột, Anne cứu mạng Valeriana và cô tiết lộ rằng tất cả chỉ là một bài thử và cô được phép nạp lại viên ngọc xanh lam trên hộp. Tuy nhiên, Anne rời đi trước khi nó được nạp đầy khi cô tin rằng bạn bè của mình đang gặp nguy hiểm. Khi trên đường về, viên ngọc xanh bắt đầu nhấp nháy. Sasha, Grime, Percy và Braddock đến cuộc họp của lũ cóc để trình bày ý tưởng tiếm quyền Newtopia và Amphibia. Mọi người thích ý tưởng đó nhưng lại không thích việc Grime dẫn đầu. Để chứng minh khả năng của bọn họ, Sasha chấp nhận thử thách lấy búa chiến của Barrel. Mặc dù Percy và Braddock khuyên là nên dừng trước khi mọi chuyện trở nên nguy hiểm, Sasha phớt lờ lời khuyên đó và cô giành được cây búa. Họ thành công, nhưng Percy và Braddock thì bỏ đi. |                    |                                                              |                      |                          |
| 38 | 18                 | "Bessie & MicroAngelo""The Third Temple"                     | 17 tháng 4 năm 2021  | 0.35                     |
| Trong khi Anne, Marcy và nhà Plantar chuẩn bị đồ cho ngôi đền cuối cùng, Bessie được giao trách nhiệm chăm sóc MicroAngelo, một con ốc sên liên tục gặp rắc rối. Trong khi đó, Marcy thuê một chuyên gia thời trang đến từ Newtopia tên là Bernardo để tìm ra bộ giáp hoàn hảo cho Anne. Sau một loạt biến cố, Bessie giải cứu MicroAngelo khỏi một con dơi khổng lồ và đồng thời dập tắt một ngọn lửa có nguy cơ trở thành một vụ nổ. Anne cuối cùng đồng ý với một chiếc áo giáp "tối giản", trong khi Bessie và MicroAngelo gắn kêt với nhau Anne, Marcy, và nhà Plantar đến ngôi đền thứ ba ở bên trong một ngọn núi lửa. Khi vào, họ gặp Sasha và Grime. Hai người nói rằng họ đã thay đổi và ngỏ ý giúp đỡ. Anne vẫn hoài nghi ý định của Sasha cho đến khi họ đến căn phòng cuối cùng, nơi họ đối mặt với một con quái vật làm bằng đá. Anne thừa nhận rằng chính tình bạn giữa hai người là lí do khiến cô khó chịu. Anne sau đó động viên để Sasha đánh bại nó và nạp đầy viên ngọc màu hồng. Lúc đi ra khỏi hang, Grime nhắc cô về âm mưu thực sự của họ, khiến cô cảm thấy mâu thuẫn. |                    |                                                              |                      |                          |
| 39 | 19                 | "The Dinner""Battle of the Bands"                            | 24 tháng 4 năm 2021  | 0.37                     |
| Anne, Marcy and the Plantars invite Sasha and Grime over for dinner to bury the hatchet. While things are calm at first, everyone starts bringing up past conflicts. Unable to contain herself, Sasha lashes out at Anne and Marcy for trying to change her. A cake Grime brought turns into a deadly challenge that forces the girls to save everyone. Afterwards, Anne tells Sasha that while she knows it is difficult for her to change, she needs to accept that she and Marcy have done, then Sasha apologizes. To ease Sasha and Grime's presence, Toadstool holds a battle of the bands contest and the girls get together to reform their band. However, Sasha shows her controlling nature when Anne suggests a new song and she leaves in a huff where she teams up with Toadie, who shows her that always being in control is exhausting and she needs to support her friends. At the contest, Sasha reforms with Anne and Marcy to perform the new song, but Grime wins with his three-hour harp solo. Anne bids farewell to Wartwood and takes a photo with everyone. |                    |                                                              |                      |                          |
| 40 | 20                 | "True Colors"                                                | 22 tháng 5 năm 2021  | 0.33                     |
| Trong cảnh hồi tưởng, Marcy cảm thấy tức giận khi bố mẹ cô nói rằng gia đình họ sẽ chuyển nhà. Dựa trên một cuốn sách mà cô đã đọc trước đó, cô phát hiện ra chiếc Hộp Tai họa, và đề xuất nó làm quà cho ngày sinh nhật thứ 13 của Anne. Ở thời điểm hiện tại, Anne, Sasha, Marcy, nhà Plantar và Grime đến Newtopia, nhưng Sasha lộ kế hoạch tiếm quyền ngôi vương. Tức giận vì bị phản bội lần hai, Anne huy động mọi người để giành lại vương quốc, trong lúc Sasha và Grime phát hiện ý đồ đen tối của Andrias. Anne và mọi người thành công, nhưng Andrias tiết lộ rằng ông có ý định xâm chiếm thế giới khác dùng chiếc hộp, còn Marcy thì thừa nhận rằng cô đã biết trước về khả năng của nó. Một cuộc đánh nổ ra, với Frobo bị phá hủy trong lúc đó, trước sự tức giận của Polly. Polly sau đó mọc chân và cướp chiếc hộp nhạc, nhưng rồi trả lại sau khi Andrias đe dọa là hắn sẽ thả Sprig rơi từ tòa tháp. Mặc dù vậy, Andrias vẫn thả rơi Sprig, khiến Marcy phải giải cứu cậu ấy. Anne giải phóng sức mạnh xanh lam nội tâm của cô. để tấn công quân của Andrias. Marcy mở cánh cổng về trái đất nhưng cô bị Andrias đâm ngay khi Anne và nhà Plantar vào cánh cổng và đến Los Angeles. |                    |                                                              |                      |                          |

### Mùa 3 (2021-2022)
}}
| TT. tổng thể | TT. trong mùa phim | Tiêu đề                            | Biên kịch           | Ngày phát hành gốc | Mã sản xuất | Người xem tại Mỹ (triệu) |
| --- | ------------------ | ---------------------------------- | ------------------- | ------------------ | ----------- | ------------------------ |
| 41 | 1                  | "The New Normal"                   | 2 tháng 10 năm 2021 | 301                | 0.43        |                          |
| Sau khi đến Los Angeles, Anne và nhà Plantar đến nhà của Anne trước sự nhẹ nhõm của bố mẹ cô. Họ bị sốc trước những sự kiện xảy ra trong năm tháng qua, nhưng họ cũng thấy rằng Anne đã trưởng thành đáng kể và để cô cải trang nhà Plantar và đưa họ đến siêu thị cùng gia đình. Trong khi Marcy đang ở trạng thái tạm dừng sinh học để hồi phục, Andrias cử Cloak-Bot đến Trái đất để giết Anne. Tại siêu thị, Cloak-Bot sử dụng khả năng tàng hình của mình để tấn công Anne và nhà Plantar, nhưng họ đã chống trả một cách kín đáo. Khi nhà Plantar lâm nguy, Anne giải phóng năng lượng màu xanh lam của mình, làm hư hại Cloak-Bot và khiến nó phải bỏ chạy. Sau đó, ông bà Boonchuy khen ngợi Anne vì sự trưởng thành của cô. Khi gia đình rời khỏi cửa hàng, Anne quyết định không sử dụng sức mạnh của mình nữa. Ở một địa điểm khác, Cloak-Bot tự sửa chữa và lập kế hoạch giết Anne. |                    |                                    |                     |                    |             |                          |
| 42 | 2                  | "Hop 'Til You Drop""Turning Point" | 9 tháng 10 năm 2021 | 302                | 0.32        |                          |
| Nhận ra rằng nhà Plantar không thể kiềm chế bản thân trong thế giới của mình, Anne đưa họ đến trung tâm thương mại và thử thách họ: Polly không được mất bình tĩnh, Sprig không được chạm vào bất cứ thứ gì và Hop Pop không được sa vào những thứ "miễn phí". Anne bị người bạn lắm lời Gabby xao nhãng, khiến nhà Plantar gặp rắc rối. Anne giải cứu họ và xin lỗi vì đã đột ngột đưa họ vào thế giới này mà không có kế hoạch như họ đã làm với cô, nhưng nhà Plantar chỉ ra rằng cô cũng mắc phải những sai lầm tương tự ở Amphibia. Tuy nhiên, họ hứa sẽ lắng nghe cô hơn. Ngay sau khi Anne và nhà Plantars quay trở về Trái đất, Sasha và Grime trốn thoát khỏi Vua Andrias và ẩn náu ở Wartwood. Họ thuyết phục người dân thị trấn rằng Anne yêu cầu Sasha bảo vệ thị trấn, nhưng cô cảm thấy tội lỗi về hành động của mình. Khi một con robot bay đến và yêu cầu tiếp viện, Grime định bỏ chạy khỏi thị trấn, nhưng Sasha ở lại và lại tìm thấy cuốn nhật ký của Anne, khiến cô nhận ra rằng tình bạn của họ thực sự quan trọng. Tìm cách chuộc lỗi, Sasha tiết lộ sự thật với người dân Wartwood và họ cùng cô và Grime đánh bại những con robot đang đến. Được khích lệ, Sasha lên kế hoạch phản kháng. |                    |                                    |                     |                    |             |                          |